# Mathis Giger

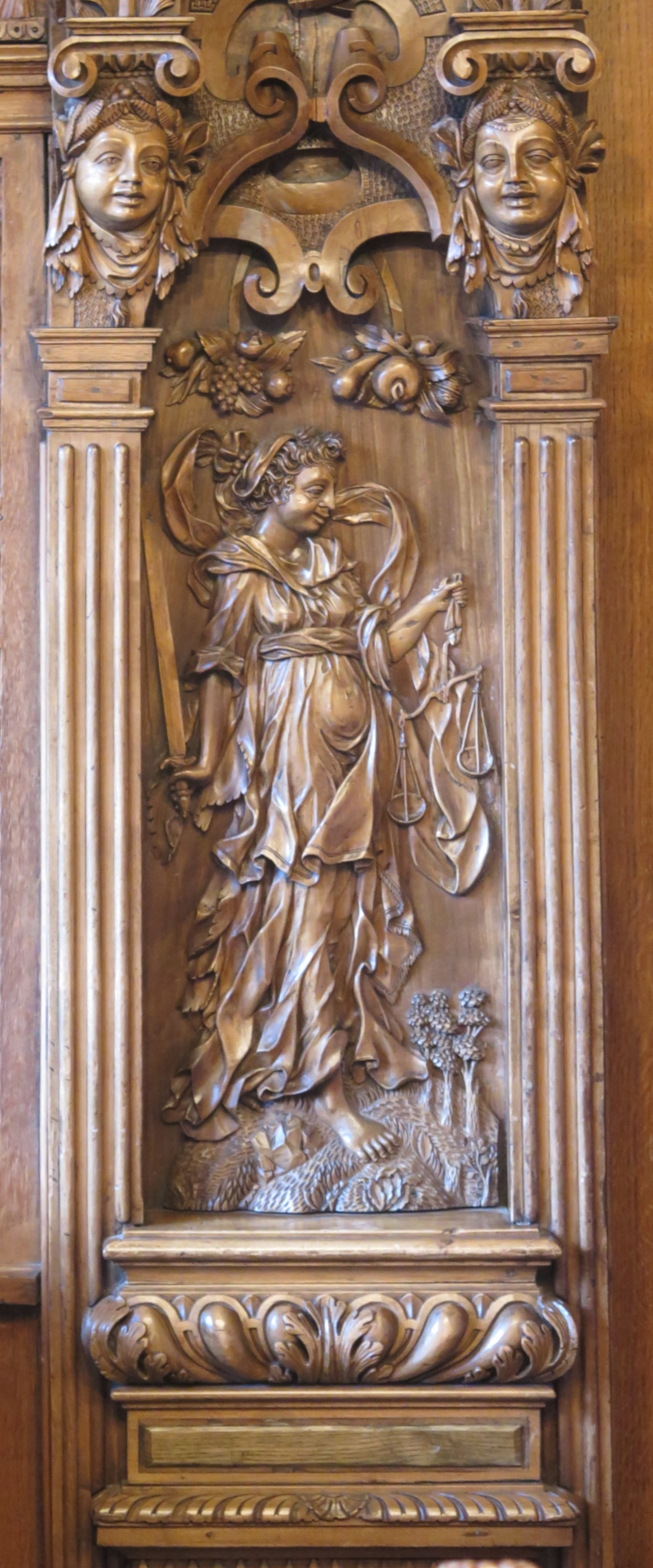
Justitia an einer Türe im Rathaus Basel

Mathis Giger (* Februar 1568 Basel; † 1640/41 ebenda) war ein schweizerischer Kunstschreiner und Bildschnitzer.

## Leben
Mathis Giger der Jüngere war der jüngste Sohn des aus Pfullendorf stammenden Schreiners Mathis Giger der Ältere. Er lernte, wie auch seine beiden älteren Brüder Conrad und Leonhard, den Schreinerberuf. 1596 erwarb er sich das Zunftrecht der Basler Spinnwetternzunft. 1598 schuf er mit Hans Walter, Franz Pergo und seinem Bruder Conrad Giger das „Häuptergestühl“ für das Basler Münster. 1615/16 schuf er Täfer und Türgericht für die Hintere Ratsstube im Basler Rathaus (heute im Turmzimmer). Ab 1625 war er offenbar nicht mehr im erlernten Beruf tätig.